# 印度洋黑香螺
印度洋黑香螺（学名：Hemifusus cochidium）是新腹足目香螺科Hemifusus的一种。主要分布于台湾，常栖息在生活于温带及热带海域20－50米深的浅海沙泥底。